# Quand les hommes vivront d'amour
«Quand les hommes vivront d'amour» («Cuando los hombres vivan de amor»«») es una canción de 1956 de Raymond Lévesque, cantautor de Quebec, Canadá. 
También fue interpretada por otros cantantes de Quebec, como Félix Leclerc y Céline Dion; de Francia, como Bourvil, Jean Sablon, Cora Vaucaire y Enrico Macias; y de otros países, como el grupo chileno Quilapayún o los cantantes españoles Marina Rossell y Lluis Llach, que la cantaron a dúo en catalán con el título Quan tothom viura d'amor.
Una de las versiones más conocidas es, probablemente, la de Félix Leclerc, Gilles Vigneault y Robert Charlebois que la interpretaron a trío.
En el 50 aniversario de la canción, se publicó en Quebec el álbum Quand les hommes vivront d'amour, 50 ans.